# Wikariat karny
Wikariat karny – instytucja znana w średniowiecznym prawie europejskim, polegająca na współpracy organów miejskich z państwowym wymiarem sprawiedliwości w zakresie ścigania przestępstw kryminalnych. Władcy feudalni nadawali miastom prawo ścigania przestępców wszystkich stanów, poza obrębem swej jurysdykcji, lub na terenie całego kraju. Dla miast wielkopolskich przywilej taki nadał Władysław Łokietek w 1299 roku. Kraków i Lwów w Małopolsce otrzymały takie prawo na mocy przywileju Władysława Warneńczyka z 1444 roku. Nakładało to na urzędników obowiązek bezpłatnego ścigania sprawców najcięższych przestępstw i osób proskrybowanych. Instytucja wikariatu karnego przekształciła się w urząd instygatora miejskiego, który ukształtował się w miastach polskich w drugiej połowie XVI wieku.